# Tecnam P2004 Bravo
Il Tecnam P2004 Bravo è un aereo da turismo ad ala alta realizzato da Tecnam. È simile al Tecnam P92 Echo Super ma differisce per un diverso tipo di ala.